# دير الأنبا سمعان بأسوان
دير الأنبا سمعان بأسوان من أديرة الأقباط الأرثوذكس العريقة. يُعد من أكبر الأديار القبطية في العالم، ويرجع تاريخه إلى القرن السادس. اسمه الأصلي «دير الأنبا هدرا»، وبسبب نقص المياه بعد قرن من بنائه، هُجر الدير وتُرك لعدة سنوات دون المساس به.

## التاريخ
أنشئ قبل القرن السادس الميلادي وأعيد ترميمه في القرن العاشر الميلادي وهو من أهم الأديرة القبطية على مر التاريخ فآوى إليه العديد من الرهبان عندما انتشرت المسيحية بين أهل ممالك النوبة وما زالت تحتفظ بالنقوش والرسوم على جدرانها وتمثل صور السيد المسيح والقديسين.

## الموقع
يقع على قمة تلة جنوب جزيرة إلفنتين بأسوان. ويمكن الوصول إلى الدير سيرًا على الأقدام ويقع على ضفة النهر.